# Göta Lejon
Le Göta Lejon est un théâtre situé à l'adresse Götgatan 55 dans le quartier de Södermalm à Stockholm. De nombreuses comédies musicales y sont jouées.
Le théâtre ouvre ses portes en 1928 en tant que cinéma. Ce cinéma restera le plus grand cinéma de Stockholm jusqu'en 1940. La scène est ensuite aménagée pour servir à la fois d'écran de projection et de théâtre. Dans les années 1980, le théâtre est de plus en plus utilisé comme salle de concert.
En 1994, la comédie musicale La Mélodie du bonheur est le plus grand succès théâtral en termes d'entrées. Les rôles principaux sont tenus par Tommy Körberg et Carola Häggkvist. Quatre ans plus tard, le théâtre rouvre ses portes après avoir été rénové, il comprend un restaurant et un bar.